# 로퀜스
로퀜스(Loquence; 제리케이는 로켄스로 읽는 게 제일 맞다고 말했다.)는 제리케이 (Jerry.K)와 메익센스 (Makesense)로 구성된 힙합 듀오이다. 소울 컴퍼니 소속의 유일한 힙합 듀오이다. 한 장의 정식 앨범과 한 장의 디지털 싱글을 발매했다. 두 번째 앨범은 2010년 발매할 예정이라고 한다. 하지만 2011년, 소울컴퍼니 해체로 인하여 활동이 중단되었다.

## 역사
팀의 결성은 2001년에 이루어졌다. 고등학교 동창이었던 제리케이와 메익센스는 홀로 랩을 하다가 고등학교에서 친구가 되어 같이 힙합 음악을 들으며 친해지고, 서로 랩을 하는 걸 좋아해 팀을 결성하게 되었다. 후에 그들은 음지에서 활동하다 2003년 소울 컴퍼니의 멤버를 만나고, 2004년 "The Bangerz" 발매와 함께 소울 컴퍼니가 설립되면서 정식으로 데뷔하나 메익센스가 군에 입대한다. 군에서 제대한 2006년 이후 활동을 재개하고, 2007년 5월 18일 첫 앨범 《Crucial Moment》를 발매하였다. 그 후 2008년 9월 26일 디지털 싱글 《Walk in the sky》를 발매하였다. 2010년 로퀜스의 두 번째 앨범이 발매될 예정이었지만, 소울 컴퍼니 해체 이후 Loquence 활동은 사실상 불가능하다고 밝혔다.

## 스타일
로퀜스의 음악적 스타일은 소울 컴퍼니의 감성적인 음악과 달리 잔잔하면서 간결한 샘플과 베이스등을 사용한 하드코어적인 힙합이다.

## 구성원
| 이름                                            | 소개 |
| ----------------------------------------------- | --- |
| Jerry.K                                         | - 본명 : 김진일 - 생년월일 : 1984년 1월 26일(41세) - 학력 : 서울대학교 언론정보학 - 포지션 : 래퍼 - 활동기간 : 2001년 ~ 2011년 - 주요 활동 - 2004년 8월 6일 / 2006년 10월 9일 : EP 《일갈》 - 2008년 7월 2일 : 《마왕》 - 2008년 10월 6일 : 다큐멘터리 《샘터분식》 출연 |
| Makesense (줄여서 Maxan (맥센)으로 쓰기도 한다) | - 본명 : 박상진 - 생년월일 : 1983년 11월 7일(41세) - 학력 : 청운대학교 멀티미디어학 - 포지션 : 래퍼 - 활동기간 : 2001년 ~ 2011년 - 주요 활동 - 2009년 1월 30일 : 더 콰이엇과의 합작 《246》                                                                              |

## 디스코그래피
- 2007년 5월 18일[3]: 《Crucial Moment》
  - 원래 앨범 제목 후보 중 "Necropolis"가 유력했으나 "결정적 순간"이라는 뜻을 가진 Crucial Moment로 정했다.[1]
- 2008년 9월 26일[4]: 《Walk in the sky》 (디지털 싱글)
- 2010년 10월 13일 : 《Put Your L In The Air》(디지털 싱글)
- 2011년 8월 2일 : 《The Black Band》

## 같이 보기
- 소울 컴퍼니
- 최적화
- 이루펀트
- P&Q